# Cylindilla parallela
Cylindilla parallela là một loài bọ cánh cứng trong họ Cerambycidae.